# Philipp Kirkorov
Philipp Bedrosovich Kirkorov APR (em russo:  Фили́пп Бедро́сович Кирко́ров; em búlgaro:  Филип Бедросов Киркоров, nascido em 30 de abril de 1967) é um cantor e compositor russo de origem búlgara.

## Biografia
Philipp Kirkorov nasceu no dia 30 de abril de 1967, em Varna, na Bulgária. Seu pai, Bedros Kirkorov, é um cantor búlgaro de ascendência armênia. Em 1984, ingressou na Escola Estadual de Música Gnesin, graduando-se com honras em 1988. Seu estilo musical é o mainstream da música pop russa com várias influências ocidentais e, assim como muitas estrelas pop russas dos anos 1990 e 2000, ele com frequência colabora e grava duetos com outros cantores russos do gênero. Sua mãe, Victoria Kirkorovа (nascida Likhachevа), era cantora búlgara.
Em 1988, Kirkorov conheceu a cantora mega-estrela russa Alla Pugacheva pela primeira vez, quando ela convidou-o a participar no seu show de ano novo. No ano seguinte, Kirkorov excursionou e tocou com Pugacheva na Austrália e na Alemanha. Além disso, foi um dos finalistas da competição russa "Canção do Ano".
Em 1990, Kirkorov venceu o Grande Prêmio na competição "Shlyager-90" (Hit-90), em Leningrad, com a canção "Nebo i zemlya" (O céu e a terra). Em 1992, seu videoclipe para a canção "Atlantida" foi escolhido como "Videoclipe do Ano". Sua popularidade começou a se espalhar fora da Rússia e excursionou nos Estados Unidos, no Canadá, na Alemanha e no Israel.
Em 1993, Kirkorov vence o prêmio russo Ovation de "melhor cantor do ano" e também obteve uma vitória no concurso internacional de canto Orfeu de Ouro. No ano seguinte, o cantor revelou planejar um show a solo, intitulado "Ya ne Rafael" (Eu não sou Rafael), que incluía regravações das músicas de Engelbert Humperdinck, Tom Jones, Frank Sinatra, Paul Anka e Elvis Presley, e também gravou "Ya podnimayu svoy bokal" (Ergo a minha taça), a qual ele disse que era letra de amor à Alla Pugacheva.
Em 1994, ele propôs o casamento e Alla Pugacheva aceitou. No dia 13 de janeiro do mesmo ano, Kirkorov e Pugacheva anunciam o noivado em Moscou. Em 15 de março, o casamento foi registrado em São Petersburgo, pelo então prefeito Anatoly Sobchak. No mesmo ano, em 15 de março, o casamento do casal aconteceu em Jerusalém, capital de Israel. Kirkorov representou a Rússia no Festival Eurovisão da Canção de 1995, realizado em Dublin, na Irlanda, com a canção "Kolybelnaya dlya vulkan" ("Cantiga de ninar para o vulcão") e terminou na décima sétima posição. Embora ele não tenha voltado a participar como intérprete, desenvolveu uma prolífica carreira como compositor de outros representantes: ao bielorrusso Dmitry Koldun ("Work your magic", 2007), para a ucraniana Ani Lorak ("Shady Lady", 2008) e para as russas Hermanas Tolmachevy ("Shine", 2014) e Sergey Lazarev ("You're the only one", 2016). Atuou como jurado na segunda temporada de Music Idol, na Bulgária. Kirkorov fez uma participação no vídeo da música "Do Re Mi" da cantora ucraniana Verka Serduchka. Além de seu idioma nativo (búlgaro), ele é fluente em russo e é proficiente em espanhol e inglês.
Se tornou pai em 2012. A sua filha, Alla-Victoria Filippovna Kirkorova, nasceu em Miami, nos Estados Unidos. O cantor decidiu chamá-la de Alla-Victoria, em homenagem à sua esposa, Alla Pugacheva, e a sua mãe, Victoria.
Em dezembro de 2012, ele assinou uma carta aberta criticando a postura assumida pelo governo de São Petersburgo de proibir "propaganda homossexual", juntamente com as estrelas pop, como Dima Bilan e Valery Syutkin.

## Imagem pública e controvérsias

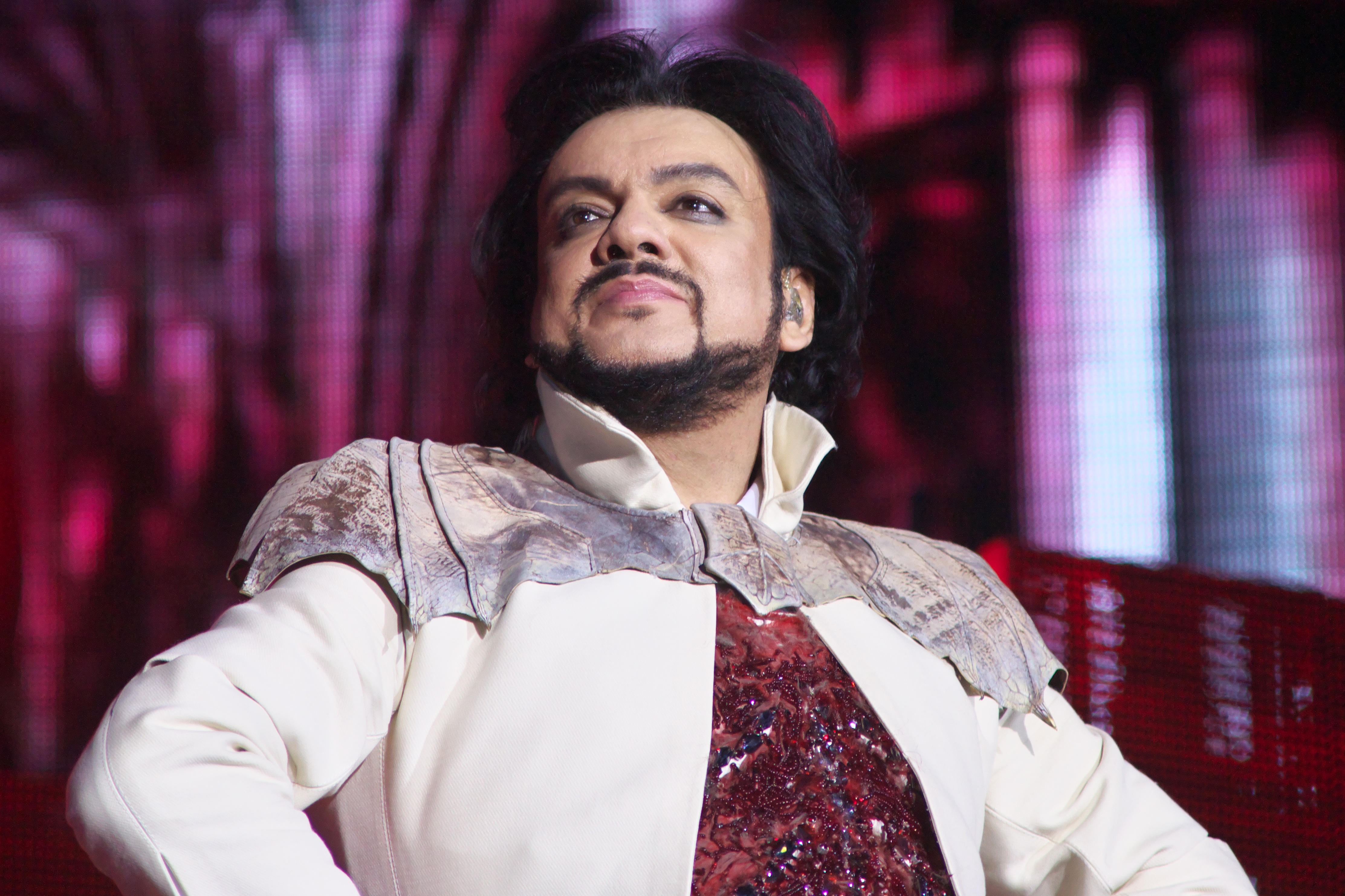
Kirkorov tocando no "Slavic Bazaar", em Vitebsk, 2014

Kirkorov mantém a imagem pública de "bad boy" (lit. garoto mau) para a maioria de sua carreira, ao causar muitas controvérsias na mídia. O incidente mais notório ocorreu em 20 de maio de 2004, durante uma conferência de imprensa em Rostov-on-Don, quando Kirkorov insultou, usando linguagem obscena russa, uma jornalista chamada Irina Aroyan, que havia lhe perguntado: "por que muitas de suas músicas são regravações de sucessos norte-americanos e europeus?" Durante a discussão que se seguia, Kirkorov acabara de dizer à Aroyan que estava "cansado da blusa rosa dela, dos seios dela, e de seu microfone", e exigia que ela abandonasse a sala imediatamente. Seus seguranças a colocou para fora e destruíram a gravadora de voz da jornalista. O incidente levou à criação de uma reação maior e discussões nos meios de comunicação social. No dia 11 de agosto de 2004, Kirkorov foi considerado culpado de insultos (Artigo 130 do Código Penal russo) e foi multado no valor de sessenta mil rublos (aproximadamente três mil reais).
Outro incidente ocorreu em 4 de dezembro de 2010, quando ele supostamente agrediu uma assistente, devido a sua insatisfação com a iluminação do local de show. A mulher, que mais tarde foi identificada como Marina Yablokova, ameaçou processa-lo.  Como resultado, fugiu para Israel e ele próprio se internou em um hospital psiquiátrico. Em 7 de dezembro de 2010, na sua página oficial, o cantor admitiu publicamente que tinha problemas psicológicos e pediu desculpas a sua última vítima.[carece de fontes?]

## Discografia

### Álbuns
Álbuns de estúdio
- 1990: Philipp
- 1990: Sinbat-Morehod
- 1991: Nebo I Zemlya
- 1991: Ti, Ti, Ti
- 1992: Takoi Sakoi
- 1994: Ya Ne Raphael
- 1995: Primadonna
- 1995: Ckazi Solncu - "Da"
- 1998: Edinstvenaya
- 1998: Oi, Mama Shika Dam
- 2000: Chelofilia
- 2001: Magico Amor
- 2002: Vlubloniy I Bezumno Odinokiy
- 2003: Neznakomka
- 2007: For You
- 2011: Drugoy - segunda edição

Ao vivo
- 2001: Vchera, Segodnya, Zavtra... (Ontem, Hoje, Amanhã ...)

Compilação
- 2003: Luchshie Pesni (As Melhores Canções)
- 2004: Dueti (Duetos)

## Coversna Eurovisão
Philipp Kirkorov cobriu algumas canções que apareceram no Festival de Eurovisão da Canção e suas finais nacionais, além de incluir canções de sua própria autoria: As canções incluem:
- "Dreamin'" (inscrição irlandesa em 1995) (em inglês e russo)
- "(I Would) Die for You" (inscrição grega em 2001) (em inglês e russo como "Ya za tebya umru")
- "Diva" (inscrição israelita em 1998) (em inglês, hebraico, espanhol e russo)
- "Go" (inscrição britânica em 1988) (em russo como "Lish by ty vsegda byla moej")
- "Maria Magdalena" (inscrição croata em 1999) (em russo)
- "Hero" - Charlotte Perrelli (inscrição sueca em 2008) (em russo como "Novyj geroj")
- "La Voix" - Malena Ernman (inscrição sueca em 2009) (em russo como "Golos", inglês e francês) (com Anna Netrebko)
- "Let's get wild" - Helena Paparizou (Final Nacional Grego de 2005) (em russo como "Kaif")
- "Carnaval" - DJ Mendez (Final Nacional de 2022) (em russo)
- "Let your spirit fly" - Jan Johansson & Pernilla Walggren (Final Nacional Sueco de 2003) (em russo como "Vljublennaja dusha") (com Anastasia Stotskaya)
- "Cara Mia" - Måns Zelmerlöw (Final Nacional Sueco de 2007) (em russo como "Koroleva")
- "Playing with Fire" - Paula e Ovi (inscrição romena em 2010) (em russo como "Igra s ognem")
- "Hope & Glory" - Mans Zelmerlow (Final Nacional Sueco de 2009) (em russo como "Tyi vsyo uvidish sam")

### Participações noFestival Eurovision
Legenda
     Vencedor
     2.º lugar
     3.º lugar
     Pontuação Nula ("Null Points")/Último Lugar
     Melhor classificação (fora do top 3)
     Qualificação para a final (fora do top 3)
     País-anfitrião
     Desclassificado
| Ano            | País | Artista           | Canção                                                                       | Eurovision                          | Eurovision                          | Eurovision                          | Eurovision                          | Nacional        | Nacional        |
| Ano            | País | Artista           | Canção                                                                       | F                                   | Pts                                 | SF                                  | Pts                                 | F               | SF              |
| -------------- | ---- | ----------------- | ---------------------------------------------------------------------------- | ----------------------------------- | ----------------------------------- | ----------------------------------- | ----------------------------------- | --------------- | --------------- |
| Dublin 1995    | RUS  | Philipp Kirkorov  | "Kolybelnaya dlya vulkan" m/l: I. Bershadskiy/I. Resnik                      | 17º                                 | 17                                  | não houve                           | não houve                           | seleção interna | seleção interna |
| Helsínque 2007 | BLR  | Dmitry Koldun     | "Work Your Magic" m/l: K. Kavaleryan/P. Kirkorov                             | 6º                                  | 145                                 | 4º                                  | 176                                 | 1º              | 1º              |
| Belgrado 2008  | UKR  | Ani Lorak         | "Shady Lady" m/l: D. Kontopoulos/K. Kavaleryan/P. Kirkorov                   | 2º                                  | 230                                 | 1º                                  | 152                                 | 1º              | —               |
| Copenhaga 2014 | RUS  | Irmãs Tolmacheve  | "Shine" m/l: D. Kontopoulos/G. Borg/J. Ballard/P. Kirkorov/R. Charlie        | 7º                                  | 89                                  | 6º                                  | 63                                  | seleção interna | seleção interna |
| Estocolmo 2016 | RUS  | Sergey Lazarev    | "You Are The Only One" m/l: D. Kontopoulos/J. Ballard/P. Kirkorov/R. Charlie | 3º                                  | 491                                 | 1º                                  | 342                                 | seleção interna | seleção interna |
| Lisboa 2018    | MOL  | DoReDoS           | "My Lucky Day" m/l: J. Ballard/P. Kirkorov                                   | 10º                                 | 209                                 | 3º                                  | 235                                 | 1º              | —               |
| Tel Aviv 2019  | RUS  | Sergey Lazarev    | "Scream" m/l: D. Kontopoulos/P. Kirkorov/S. Vaughn                           | 3º                                  | 370                                 | 6º                                  | 217                                 | seleção interna | seleção interna |
| Roterdã 2020   | MOL  | Natalia Gordienko | "Prision" m/l: D. Kontopoulos/P. Kirkorov/S. Vaughn                          | Cancelado pela Pandemia de COVID-19 | Cancelado pela Pandemia de COVID-19 | Cancelado pela Pandemia de COVID-19 | Cancelado pela Pandemia de COVID-19 | 1º              | —               |
| Roterdã 2021   | MOL  | Natalia Gordienko | "Sugar" m/l: D. Kontopoulos/P. Kirkorov/M. Gutseriyev/S. Vaughn              | 13º                                 | 115                                 | 7º                                  | 179                                 | seleção interna | seleção interna |